# Salvatore Marsili
Salvatore Marsili OSB (* 10. August 1910 in Affile; † 27. November 1983 in Finalpia) war ein italienischer Benediktinerabt und Liturgiewissenschaftler.

## Leben
Er war Mönch der Abtei Santa Maria di Finalpia (erstes Gelübde 1927). Sein Studium begann er in Subiaco und setzte es dann in Sant’Anselmo in Rom fort, wo er 1933 zum Priester geweiht wurde. In den Jahren 1934–1935 war er Student an der Benediktinerakademie in Maria Laach. Er spielte eine grundlegende Rolle in seiner Forschung und traf ihn mit Odo Casel, dem deutschen Theologen-Liturgiker, der ihm half, seine Vorstellung von der Gegenwart des Geheimnisses der christlichen Erlösung bei der Durchführung der Liturgie zu entwickeln.
Ab 1948 war er Herausgeber der Rivista liturgica. Ab 1960 unterrichtete er Liturgie in Sant’Anselmo, wo er auch der erste Koordinator des Päpstlichen Liturgischen Instituts war. Von 1972 bis 1979 war er Abt der Abtei Santa Maria di Finalpia.

## Schriften (Auswahl)
- Giovanni Cassiano ed Evagrio Pontico. Dottrina sulla carità e contemplazione. Rom 1936, OCLC 878407204.
- Mysterium fidei. Geheimnis des Glaubens. Wuppertal 1964, OCLC 1074190934.